# Сульянов, Владимир Евгеньевич
Владимир Евгеньевич Сульянов (6 ноября 1985 года) — российский самбист, призёр чемпионатов России по боевому самбо, чемпион Европы, мастер спорта России международного класса. Боец смешанных единоборств.

## Спортивные результаты

### Боевое самбо
- Чемпионат России по боевому самбо 2008 года — ;
- Чемпионат России по боевому самбо 2010 года — ;
- Чемпионат России по боевому самбо 2011 года — ;

### Смешанные боевые искусства
| # | Результат | Рекорд | Соперник              | Способ               | Турнир                                         | Место проведения      | Дата                | Раунд | Время |
| - | --------- | ------ | --------------------- | -------------------- | ---------------------------------------------- | --------------------- | ------------------- | ----- | ----- |
| 1 | Поражение | 0-1    | Оскар Долчин · Россия | Единогласное решение | Altay Republik MMA League — Battle of Tigers 2 | Россия, Горно-Алтайск | 10 апреля 2014 года | 3     | 5:00  |